# Operação Déjà vu
Operação Déjà vu foi a operação policial brasileira deflagrada pela Polícia Federal, em 8 de maio de 2018, que representou a 51ª fase da Operação Lava Jato.
Prenderam-se na operação três ex-executivos da Petrobras e três operadores financeiros, um deles ligado ao MDB. A investigação aponta que a Odebrecht (atual Novonor) pagou propina equivalente a cerca de 200 milhões de reais entre 2010 e 2012 para obter um contrato com a Petrobras de 825 milhões de dólares. A propina teria sido paga a funcionários da estatal e a agentes que supostamente representavam políticos vinculados ao então PMDB, que teriam recebido outros 31 milhões de dólares através de contas mantidas por operadores financeiros no exterior.
Cerca de 80 policiais federais cumpriram 23 ordens judiciais em três estados, incluindo quatro mandados de prisão preventiva, dois mandados de prisão temporária e 17 mandados de busca e apreensão, com o objetivo de reunir elementos probatórios da prática dos crimes de corrupção, associação criminosa, fraudes em contratações públicas, crimes contra o Sistema Financeiro Nacional e de lavagem de dinheiro.
Um dos alvos da operação foi o ex-diretor da Petrobras Jorge Zelada. "O Jorge Zelada [então diretor da área], quando se referia ao contrato, dizia que os gerentes internacionais deveriam ‘usar e abusar’ desse contrato. Isso inverte a lógica da coisa pública, que é de baixar preços. Eles acabaram inflando os valores", disse o procurador da República Roberson Pozzobon.